# Chavagnes International College
Chavagnes International College es una escuela Británica situada en Francia fundada en septiembre del 2002 por Ferdi McDermott y un grupo de profesores católicos del Reino Unido. El colegio es un antiguo seminario situado en la región de la Vendée, al oeste de Francia. Es colegio interno masculino para niños de entre 10 y 18 años.

## Historia
Chavagnes-en-Paillers tiene una larga historia asociada con Inglaterra. El lema del escudo oficial de la villa proviene del Salmo 133a (Ecce Quam Bonum): "Habitare Fratres in unum "(hermanos que viven juntos en unidad.) 
El terreno en el que está construido el Colegio, antiguo emplazamiento de una villa romana, fue dado a una comunidad de monjes benedictinos en el siglo XIII por la familia anglo-francés, Harpedan de Belleville, que entonces dominaba la zona. El monasterio construido en ese momento se dedicó a San Antonio Abad), el fundador del monaquismo.
En los años que siguieron, Chavagnes vio muchos cambios y convulsiones. En el siglo XIX, sus paredes albergaron el primer seminario en Francia después de la Revolución, fundado por el Venerable Louis Marie Baudouin en 1802. Bajo la autoridad del Obispo diocesano, recibió una carta real de Charles X en 1825, como "la escuela eclesiástica de Chavagnes", durante el breve período de la monarquía restaurada. 
Los edificios fueron confiscadas a la Iglesia en 1905 como parte de la campaña de lucha contra la iglesia en toda Francia. Entonces los sacerdotes que participan en la educación de los niños en Chavagnes fueron desterrados a Shaftesbury en Dorset. En 1912, los edificios fueron rescatados por un aristócrata, el Conde de Suzannet, y volvió a abrir como un seminario, para gran disgusto de las autoridades de París.
El Colegio fue compartido entre los soldados alemanes y los jóvenes seminaristas durante la Segunda Guerra Mundial, la vivienda de una pequeña guarnición y un hospital militar. Una ametralladora fue colocada en la torre del reloj, que domina la aldea. Pero los soldados nazis, hicieron la vista gorda sobre el hecho de que ahí se escondieran más de 50 niños judíos protegidos por las familias locales, hasta la liberación. Los aldeanos eran tan buenos en el mantenimiento de un secreto oculto en relación con los niños judíos, que la información sólo se publicarán en el decenio de 1990.
En 1997, como ha ocurrido muchas veces en la historia de Chavagnes, el edificio cerró sus puertas por un tiempo. En 1999, el edificio albergaba 50 refugiados procedentes de Kosovo. Por último, en septiembre de 2002, con el apoyo del obispo local, y los esfuerzos de un grupo de profesores británicos, la escuela se reabrió, pero con una diferente, especial atención internacional.
El colegio ha sido, durante doscientos años (desde 1802), una de las grandes instituciones pedagógicas católicas en Francia, educando y formando miles de niños que serían después sacerdotes, obispos, doctores, poetas, padres, pero exclusivamente franceses. 
En esta su ‘nueva vida’ como colegio católico internacional, Chavagnes ofrece una educación clásica para niños de habla inglesa y, desde septiembre de 2003 en adelante, abre sus puertas a niños españoles.

## Carácter religioso
Chavagnes es una escuela católica, con Cristo en el centro de su misión y su identidad. La Santa Misa se celebra cada día en la Capilla del Colegio. Un capellán está disponible para los niños que necesitan la confesión o la dirección espiritual.

## Enfoque pedagógico
El período escolar comprende varias actividades: intelectuales, creativas, físicas y espirituales, no solo para atender a las características individuales de cada niño sino también para exponerlo a asignaturas y demás actividades que éste pueda considerar al principio ‘aburridas’ pero que agranden, de todas formas, su experiencia. 

## Actividades
Tenis, ajedrez, coro, club de fotografía, debates, remo, boxeo, billar, ping-pong, Drama, Pesca en el lago que circunda el colegio, que en épocas frías se congela y nos ofrece una imagen espectacular.

## Clases
Asignaturas: Francés, Inglés, Español, (lengua y literatura) Geografía, Historia, Latín, Música (vocal, instrumental, teórica), Química, Física, Matemáticas, Tecnología, Arte, Deportes, Atletismo. 
Los exámenes finales son validados por el Sistema Educativo Británico desde el GCSE (equivalente a la ESO en España) hasta A-level (Bachillerato Superior).